# 赤い帽子を被った男の肖像
『赤い帽子を被った男の肖像』（あかいぼうしをかぶったおとこのしょうぞう、伊: Ritratto di giovane in pelliccia、英: Portrait of a Man in a Red Cap） は、イタリア盛期ルネサンスのヴェネツィア派の巨匠ティツィアーノ・ヴェチェッリオが1516年ごろ、キャンバス上に油彩で制作した絵画である。かつて、作品の雰囲気、ポーズ、技術のためにジョルジョーネに帰属されたこともある。1915年以来、ニューヨークのフリック・コレクションに所蔵されている。

## 作品

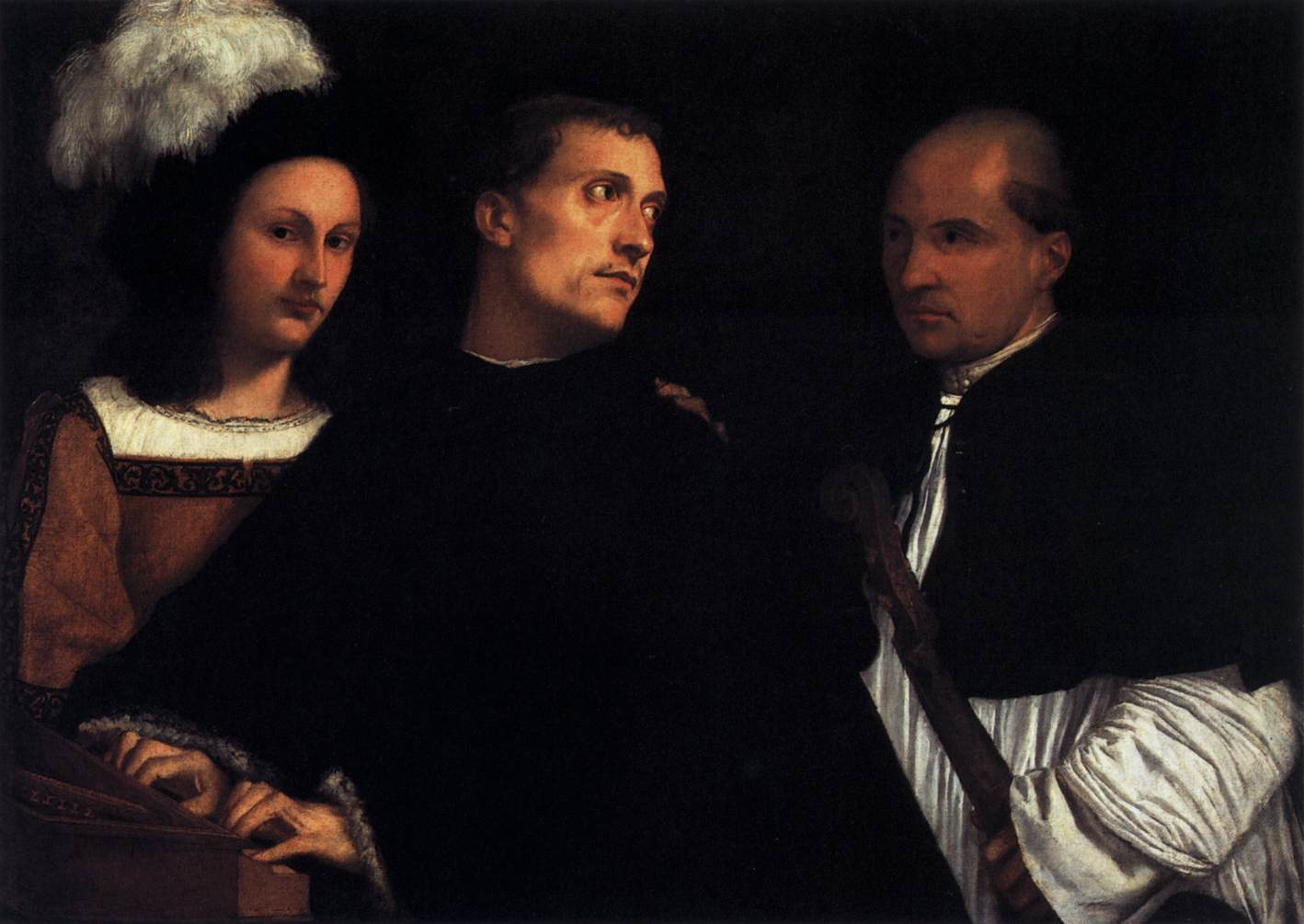
ジョルジョーネとティツィアーノに帰属『合奏』 (1510年ごろ)、パラティーナ美術館、フィレンツェ

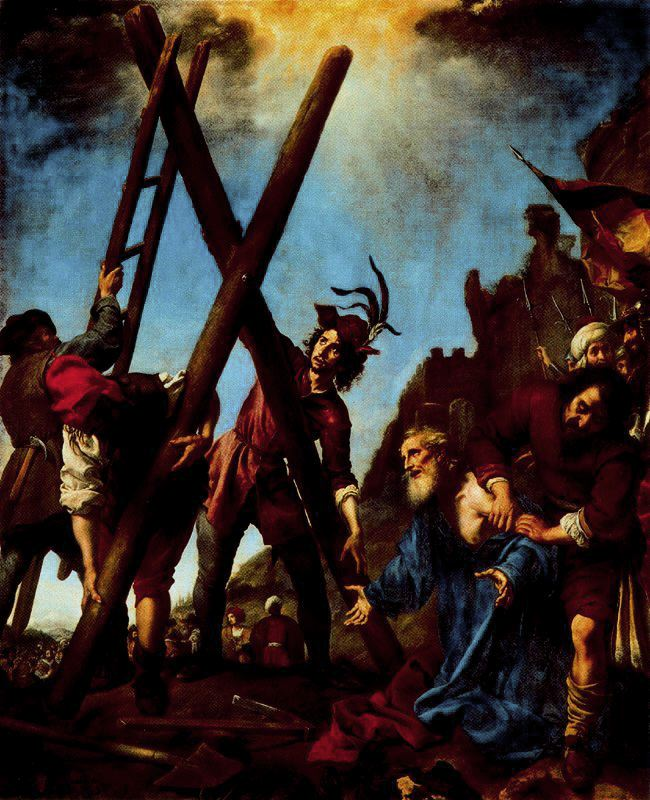
カルロ・ドルチ『聖アンデレの殉教』 (1646年)、パラティーナ美術館

この作品は一般にティツィアーノの初期の作品と見なされている。『手袋を持つ男』 (ルーヴル美術館) とともに画家の パドヴァ滞在期 (1513-1515年ごろ) 直後に帰属される2点の男性肖像画のうちの1点である。フリック・コレクションは本作の制作年を1516年ごろとしている。
この絵画のモデルとして、さまなざな人物が提唱されてきたが、確証はない。この人物は、かつてジョルジョーネに帰属されたこともあるティツィアーノの『合奏』 (パラティーナ美術館、フィレンツェ) の中央の人物に類似している。
絵画は少なくとも17世紀には明らかによく知られていた。イタリア・バロック期の画家カルロ・ドルチは、自身の絵画『聖アンデレの殉教』 (パラティーナ美術館、フィレンツェ) の背景に『赤い帽子を被った男』の人物の複製を描いている。
本作は、何人かの個人の所有を経て、1906年にクリスティーズで競売に掛けられ、ヒュー・レイン卿に購入され、1915年にヘンリー・クレイ・フリック に購入された。1910年に、美術批評家のチャールズ・リキッツは、1906年におけるこのティツィアーノ肖像画の発見について以下のように記している。
作品は、しばらく前に黒ずんで汚れた状態でクリスティーズ社に持ち込まれた。その時、私はこの美しいジョルジョーネ的な絵画をフランチェスコ・ヴェチェッリオの初期の絵画だと想像した。その根拠として、色彩に関する印象と、ティツィアーノの技法についてのフランチェスコの知識を証立てているという印象があった。以後、絵画は洗浄されている。ふたたび、それを見た時、神聖な表現を使うなら、目からうろこが落ちた。どうして私は、この傑作を2流画家の作品だと勘違いしてしまったのであろうか。どうして目蓋の形、顎の構造、影の形が私にはわからなかったのであろうか。茶色の背景は (修復以前は) 輝く暖色の灰色になっていた。私が取るに足らないと思っていた手袋と毛皮 (の描写) は、巨匠の繊細な顔料を示していた。リネンの描写における「生地重ね」(pâte sur pâte) はティツィアーノの慣例であった。 作品は際立っていた。フランクフルトにある『頭部』のような単なる興味深い問題としてではなく、保存においてコブハム・ホール (Cobham Hall) の『キルトの袖をつけた男の肖像』(現在、ロンドン・ナショナル・ギャラリー蔵)  、同時代かやや遅い時期の美しい『テンプル・ニューサムの肖像』 (Portrait of Temple Newsam) よりも優れた傑作として際立っていたのである。